# Ріно Раппуолі
Ріно Раппуолі (італ. Rino Rappuoli; 4 серпня 1952 Радікофані, Італія) — італійський вакцинолог, імунолог і мікробіолог. Доктор філософії, професор, шеф-учений GSK Vaccines.
Раніше очолював R&D у Sclavo і Novartis Vaccines, був у складі (CSO) Chiron Corporation. Його команда розробила CRM197 та MF59. Здобув ступінь доктора філософії з біологічних наук у Сієнському університеті. Був запрошеним вченим у Рокфеллеровському університеті в Нью-Йорку і Гарвардській медичній школі в Бостоні. У середині 1980-х здобув популярність у науковому середовищі завдяки результатам своєї роботи над Bordetella pertussis toxin (PT).
Автор понад 650 наукових робіт, 60 оглядів. Співредактор двох книг видавництва Springer — Influenza Vaccines for the Future та Replicating Vaccines.

## Нагороди та визнання
- Член EMBO
- Член Американського товариства мікробіології
- 1991: Paul-Ehrlich-und-Ludwig-Darmstaedter-Preis[de]
- 2005: Medaglia al merito della sanità pubblica[it]
- 2005: Іноземний член НАН США[6]
- 2009: Albert B. Sabin Gold Medal[en][7]
- 2009: Премія Фельтрінеллі
- 2010: Lifetime Achievement Award, Institute of Human Virology[en]
- 2011: ESCMID Award for Excellence on Clinical Microbiology and Infectious Diseases[8]
- 2015: Maurice Hilleman Award
- 2016: член Лондонського королівського товариства[9]
- 2017: Міжнародна премія Гайрднера[10]
- 2017: European Inventor Award[11]
- 2017: член Американської академії мистецтв і наук[12].

## Доробок
- mit Giuseppe Del Giudice (Herausgeber) Influenza vaccines of the future, 2. Auflage, Springer 2011
- mit Cesare Montecucco (Herausgeber) Guidebook to protein toxins and their use in cell biology, Oxford University Press 1997
- mit Fabio Bagnoli (Herausgeber) Vaccine design — innovative approaches and novel strategies, Caister Academic Press 2011
- mit Vincenzo Scarlato, Beatrice Arico (Herausgeber) Signal transduction and bacterial virulence, Springer 1995